# オズメッセ21
オズメッセ21（オズメッセにじゅういち）は、愛媛県大洲市にある複合商業施設である。

## 概要
JA大洲（現:JA愛媛たいき）が建設した施設で1998年にオープンした。愛媛たいき農業協同組合の100%子会社の株式会社オズメッセが運営している。株式会社スーパーのAコープや専門店などが入居し、店舗以外にも、銭湯や多目的ホールなどの施設も備えていたが、2018年7月の西日本豪雨の洪水被害により一部施設が一時休業した。
2019年3月、スーパーの店名を「オズメッセ」に変更し、新テナントが入居、通路や産直コーナーを拡張し、クッキングスペースを設けるなどしてリニューアルオープンした。

## 主要施設
- オズメッセ（食料品･衣料品）
- 一六本舗
- マツモトキヨシ
- ダイソー
- いよてつ髙島屋大洲店 -2021年1月30日開店[2][3]、アクトピア大洲から移転。
- JA愛媛たいきオズメッセ出張所

以下はスーパーマーケットとは別棟で営業。
- オズグリーン（ホームセンター）
- JA愛媛たいき本所 - かつてリジェール大洲（結婚式場）が営業していた場所に2023年5月8日移転
- 無印良品 - 西日本豪雨により閉鎖したオズの湯（銭湯）[4]の跡地に2024年10月18日開店
- 愛たい菜（農産物直売所） - 施設内に大洲市市民サービスセンターあり
- JA-SS（ガソリンスタンド）
- 宮脇書店 - 2024年10月20日閉店
- トマト&オニオン

## アクセス
- 伊予鉄南予バス「オズメッセ21」停留所
- 宇和島自動車「オズメッセ21」停留所、「大洲インター口」停留所
- 循環バス（ぐるりんおおず）「オズメッセ21前」停留所

## 周辺
- 大洲警察署
- 松山自動車道大洲インターチェンジ
- フレスポ大洲
- マックハウス大洲店
- ヤマダデンキテックランド大洲店
- 大洲青果市場